# Deense parlementsverkiezingen 1981
Op 8 december 1981 werden parlementsverkiezingen gehouden in Denemarken. De sociaaldemocraten bleven de grootste partij in het Folketing en met 59 van de 179 zetels. De opkomst was 83,3% in Denemarken, 55,4% in de Faeröer en 61,0% in Groenland.

## Resultaten
| Denemarken                     | Denemarken | Denemarken | Denemarken | Denemarken |
| Partij                         | Stemmen    | %          | Zetels     | +/–        |
| ------------------------------ | ---------- | ---------- | ---------- | ---------- |
| Socialdemokraterne             | 1.026.726  | 32,9       | 59         | –9         |
| Conservatieve Volkspartij      | 451.478    | 14,5       | 26         | +4         |
| Socialistische Volkspartij     | 353.373    | 11,3       | 21         | +10        |
| Venstre                        | 353.280    | 11,3       | 20         | –2         |
| Fremskridtspartiet             | 278.383    | 8,9        | 16         | –4         |
| Centrum Democraten             | 258.522    | 8,3        | 15         | +9         |
| Radikale Venstre               | 160.053    | 5,1        | 9          | –1         |
| Venstresocialisterne           | 82.711     | 2,7        | 5          | –1         |
| Kristendemokraterne            | 72.174     | 2,3        | 4          | –1         |
| Rechtvaardigheidspartij        | 45.174     | 1,4        | 0          | –5         |
| Communistische Partij          | 34.625     | 1,1        | 0          | 0          |
| Communistische Arbeiderspartij | 4.223      | 0,1        | 0          | 0          |
| Socialistische Arbeiderspartij | 2.034      | 0,1        | 0          | Nieuw      |
| Onafhankelijken                | 807        | 0,0        | 0          | 0          |
| Ongeldige/Blanco stemmen       | 19.881     | –          | –          | –          |
| Totaal                         | 3.143.444  | 100        | 175        | 0          |
| Faeröer                        |            |            |            |            |
| Eenheidspartij                 | 4.393      | 26,4       | 1          | 0          |
| Gelijkheidspartij              | 4.070      | 24,5       | 1          | 0          |
| Republikeinse Partij           | 3.441      | 20,7       | 0          | 0          |
| Volkspartij                    | 3.073      | 18,5       | 0          | 0          |
| Nýtt Sjálvstýri                | 867        | 5,2        | 0          | 0          |
| Christelijke Volkspartij       | 773        | 4,7        | 0          | 0          |
| Ongeldige/Blanco stemmen       | 79         | –          | –          | –          |
| Totaal                         | 16.696     | 100        | 2          | 0          |
| Groenland                      |            |            |            |            |
| Atassut                        | 9.223      | 48.9       | 1          | 0          |
| Siumut                         | 7.126      | 37,7       | 1          | 0          |
| Onafhankelijken                | 2.529      | 13,4       | 0          | Nieuw      |
| Ongeldige/Blanco stemmen       | 925        | –          | –          | –          |
| Totaal                         | 19.803     | 100        | 2          | 0          |

| Stemming                   | Stemming                   | Stemming | Stemming | Stemming |
| -------------------------- | -------------------------- | -------- | -------- | -------- |
|                            |                            |          |          |          |
| Socialdemokraterne         | Socialdemokraterne         |          | 32,87%   | 32,87%   |
| Conservatieve Volkspartij  | Conservatieve Volkspartij  |          | 14,45%   | 14,45%   |
| Socialistische Volkspartij | Socialistische Volkspartij |          | 11,31%   | 11,31%   |
| Venstre                    | Venstre                    |          | 11,31%   | 11,31%   |
| Fremskridtspartiet         | Fremskridtspartiet         |          | 8,91%    | 8,91%    |
| Centrum Democraten         | Centrum Democraten         |          | 8,28%    | 8,28%    |
| Radikale Venstre           | Radikale Venstre           |          | 5,12%    | 5,12%    |
| Venstresocialisterne       | Venstresocialisterne       |          | 2,65%    | 2,65%    |
| Kristendemokraterne        | Kristendemokraterne        |          | 2,31%    | 2,31%    |
| Rechtvaardigheidspartij    | Rechtvaardigheidspartij    |          | 1,45%    | 1,45%    |
| Communistische Partij      | Communistische Partij      |          | 1,11%    | 1,11%    |
| Anderen                    | Anderen                    |          | 0,23%    | 0,23%    |